# Zsendice-barlang
A Zsendice-barlang Magyarország megkülönböztetetten védett barlangjai közül az egyik. A Bükki Nemzeti Park területén található. Régészeti leletek is előkerültek belőle. A Bükk-vidéken az eocén mészkőben kialakult legnagyobb barlang. A Déli-Bükk legnagyobb barlangja volt.

## Leírás
A Déli-Bükkben, a Kis-Borsós-tető utolsó, Orom-tető nevű kiemelkedésén, a kiemelkedéstől északra, néhány száz méterre van a főbejárata. A rejtett, természetesnek meghagyott, barlangba lejtő, nagy méretű, öt méter magas és 3,3 méter széles főbejárata a hegygerinc közelében, a hegyoldalban, sziklakibúvás nélküli területen, egy erdőben, természetvédelmi területen nyílik. Kácsról a piros sávval jelzett turistaúton közelíthető meg. Van még egy közelmúltban kialakult, kis keresztmetszetű, függőleges bejárata is, a főbejárattól 15–20 méterre.
Felső eocén mészkőben, tektonikus törésvonalak mentén jött létre a barlang. Valószínűleg forrásbarlang, de első megállapításra víznyelőbarlangnak tűnik, mert magasan nyílik, a barlangba lefelé tartó főbejárattal. Jelenleg hidrológiailag inaktív. Egyszintes, elágazó barlang. Érdekes morfológiai nagyformája a gömbfülke, morfológiai kisformája a gömbüst, a hieroglifa és a hullámkagyló. Kevés cseppkő található benne. A cseppkő cseppkőbekérgezés formájában jelenik meg a járataiban. Egy breccsásodott kőzetrész is megfigyelhető a barlangban.
A Trópusi-teremben a guanó nagy mennyiségben halmozódott fel. Az egyik megemlítője szerint régen remete lakott benne. A 2008. évi felmérés alapján a barlang hossza 110,35 méter, a függőleges kiterjedése 13,65 méter, a mélysége 11,77 méter, a magassága 1,88 méter és a vízszintes kiterjedése 26,5 méter. A megtekintéséhez engedély szükséges, de nincs lezárva. Barlangjáró alapfelszereléssel járható. A legnehezebben járható a nagyon lejtő bejárati rész, ahol célszerű kapaszkodókötelet használni. Napjainkban csak kevés denevér fordul elő a barlangban.
Nevét a zsendicéről kapta, ami egy tejes étel a Magyar néprajzi lexikon szerint. Előfordul a barlang az irodalmában Apakői-barlang (Regős 2003) – valószínűleg azonos a Zsendice-barlanggal –, Apakői-üreg (Regős 2003) – valószínűleg azonos a Zsendice-barlanggal –, Apakői üreg (Kadić 1941) – valószínűleg azonos a Zsendice-barlanggal –, Lépcsős-barlang (Gyarmati 1977) – ezt a nevet a barlang jellege miatt és a barlang ismert nevének kiderítéséig kapta –, Nagy-szorosi-barlang (Kordos 1984) – valószínűleg azonos a Zsendice-barlanggal –, Nagyszorosi-barlang (Regős 2003) – valószínűleg azonos a Zsendice-barlanggal –, Oromtetői-barlang (Regős 2003), Zsendic barlang (Polgárdy 1941), Zsendice lyuk (Schréter 1916) és Zsendice-lyuk (Örvös 1962) neveken is. 1937-ben volt először Zsendice-barlangnak nevezve a barlang az irodalmában, Schőnviszky László tanulmányában.

## Kutatástörténet
Schréter Zoltán a Barlangkutatás 1916. évi kötetében megjelent publikációjában azt írta, hogy a barlang még nincs átvizsgálva régészeti szempontból, de valószínűleg ősember lakott benne. A tanulmányban lévő, Kács környékének földtanát bemutató térképen megfigyelhető a barlang földrajzi elhelyezkedése. A Reichart Géza által írt, 1925-ben kiadott írásban barlangnév nélkül van ismertetve az üreg. A közlemény szerint a Nagyszoros elején, magasan a Ny-i hegyoldalban egy barlangbejárat látszik. Ebben a barlangban egy remete lakott régen.
Schőnviszky László 1937-ben azt írta, hogy az Oromtető oldalában, közel annak tetejéhez nyílik a barlang. Lejtős bejárata után egy ágakra szakadó barlang, amelyben újkőkorszaki cserépmaradványokat, valamint egy vasfibulát talált Bartalos Gyula. 1940-ben őslénytanilag kutatták az Apakői üreget, mely barlang valószínűleg a Zsendice-barlang. Kutatáskor az öreg sziklaüregből előkerült egy-két rossz állapotú csont. Az 1941-ben napvilágot látott Magyar turista lexikonban külön szócikke van a barlangnak. A kiadványban szó van arról, hogy a Bükk hegységben, Kács határában, az Orom-tető (371 m) oldalában helyezkedik el a Zsendic barlang. A barlangból neolit cserépmaradványok és egy nagy fibula került elő. Czenthe Huba 1965-ben készült szakdolgozata szerint elképzelhető, hogy a Zsendice-barlang a Kácsi-forrás inaktív forrásbarlangja.
Az 1976-ban befejezett, Magyarország barlangleltára című kéziratban az olvasható, hogy a Bükk hegységben, Kácson elhelyezkedő Zsendice-barlang másik neve Zsendice-lyuk. Az Orom-tető oldalában, közel a hegytetőhöz, a Kisszoros-völgy feletti hegyoldalban, 366 m tszf. magasságban van a lejtős bejárata. A több ágra szakadó barlang 53 m hosszú és 9 m mély. A kézirat barlangra vonatkozó része 1 irodalmi mű alapján lett írva. A Spartacus TE Lóczy Lajos Barlangkutató Csoport 1977-ben kezdte el kutatni az üregrendszert. A csoport ebben az évben elkészítette a barlang alaprajz térképét és 4 keresztmetszet térképét. A barlang ekkor 40–45 m hosszú és 16 m mély volt. Az 1977-ben megjelent Bükk útikalauz Zsendice-barlangot bemutató része nagyon hasonló a Schőnviszky László által írt barlangismertetéshez.
A barlangkutató csoport tagja, Gyarmati Gábor 1978 decemberében megszerkesztette, megrajzolta a Zsendice-barlang (Kács, barlangkataszteri szám: 5394-24) alaprajz térképvázlatát és keresztmetszet térképvázlatát. A térképvázlatok a Kocsis János által 1977. októberben, valamint a Gyarmati Gábor által 1978. augusztusban végzett barlangfelmérés adatai alapján készültek. Az alaprajz térképvázlat használatához, a térképlapon jelölve van az É-i irány. Az alaprajz térképvázlaton megfigyelhető a keresztmetszet elhelyezkedése a barlangban. A csoport 1978. évről készült beszámolójában részletesen le van írva az akkor 65 m alaprajzi hosszú barlang. Az 1979-ben kiadott, Barlangok a Bükkben című könyv szerint a Kácstól É-ra elhelyezkedő Zsendice-lyuk bejárata nagy. Első, 10 m-nél hosszabb termének aljában egy kis folyosóból szoba nagyságú és rengeteg guanót tartalmazó terembe lehet jutni. A könyvhöz mellékelt, a Bükk hegység barlangokban leggazdagabb területét bemutató térképen látható a 110-es számmal jelölt barlang földrajzi elhelyezkedése.
Az 1984-ben napvilágot látott, Magyarország barlangjai című könyv országos barlanglistájában szerepel a Bükk hegységben lévő barlang Zsendice-barlang néven Zsendice-lyuk és Lépcsős-barlang névváltozatokkal. A listához kapcsolódóan látható az Aggteleki-karszt és a Bükk hegység barlangjainak földrajzi elhelyezkedését bemutató 1:500 000-es méretarányú térképen a barlang földrajzi elhelyezkedése. A barlanglistában szerepel egy Nagy-szorosi-barlang nevű barlang, amely valószínűleg szintén a Zsendice-barlang. A listához kapcsolódóan látható az Aggteleki-karszt és a Bükk hegység barlangjainak földrajzi elhelyezkedését bemutató 1:500 000-es méretarányú térképen ennek a barlangnak is a földrajzi elhelyezkedése. A Mirelite SE Anteus Barlangkutató Csoport a barlang kitöltéséből és képződményeiből vett minták összetételét 1986-ban vizsgálta derivatográffal. 1991-ben és 1993-ban denevér-megfigyeléseket végeztek a Zsendice-barlangban.
Valószínűleg 2000 környékén keletkezett a barlang második bejárata. A 2002-ben megjelent, A Bükki Nemzeti Park című könyv szerint a Zsendice-barlang kb. 17 m mély. A 2002. évi MKBT Tájékoztatóban meg van említve, hogy a hatalmas méretű fosszilis víznyelőbarlang, a Zsendice-lyuk közelében található a Földszakadás-víznyelő. A Zsendice-barlang 2003-ban készült állapotfelvételi leírása szerint a barlang vázlatos felmérés és becslés alapján 70 m hosszú, 32,5 m vízszintes kiterjedésű, 15 m függőleges kiterjedésű, nincs magassága, 15 m mély és 450 m³ térfogatú.
A 2005-ben napvilágot látott, Magyar hegyisport és turista enciklopédia című kiadványban önálló szócikke van a barlangnak. A szócikk szerint a Zsendic-barlang a Bükk hegységben található védett természeti érték. Kács térségében, az Orom-tető Ny-i oldalában, 366 m tengerszint feletti magasságban van a a barlang 5 m magas és 3 m széles bejárata. A 70 m hosszú üregrendszer triász mészkőben jött létre. A Bükki Nemzeti Park Igazgatóság működési területén, a Bükk hegységben elhelyezkedő és 5394/24 kataszteri számú Zsendice-barlang, 2006. február 28-tól, a környezetvédelmi és vízügyi miniszter 8/2006. KvVM utasítása szerint, megkülönböztetett védelmet igénylő barlang.
Hegedüs Anett, Nagy Péter, Szabó R. Zoltán és Tóth István 2008. november 20-án, a Bükki Nemzeti Park Igazgatóság megbízásából felmérték a barlangot. Szabó R. Zoltán a felmérés adatainak felhasználásával, 2009 januárjától 2010 májusáig megszerkesztette, megrajzolta a barlang alaprajz térképét, vetített-hosszmetszeti térképét és 10 keresztszelvény térképét. A térképek 1:100 méretarányban mutatják be a barlangot. Az alaprajz térkép térképlapján jelölve van az É-i irány. Az alaprajz térképen megfigyelhető a 10 keresztszelvény elhelyezkedése a barlangban. A Bükki Nemzeti Park Igazgatóság működési területén lévő és 5394-24 kataszteri számú Zsendice-barlang, 2012. február 25-től, a vidékfejlesztési miniszter 4/2012. (II. 24.) VM utasítása szerint, megkülönböztetetten védett barlang.

## További irodalom
- Kadić Ottokár: Jelentés az 1932. évi barlangkutatásaimról. Kézirat. Budapest, 1932. 4 old. (A kézirat megtalálható a Magyar Állami Földtani Intézet adattárában.)
- Kolacskovszky Lajos: Adatok a Bükkhegység és környéke tereptani, történelmi, régészeti, nép és természetrajzi megismeréséhez. Kézirat.
- Ortutay Gyula főszerk.: Magyar néprajzi lexikon. Akadémiai Kiadó, Budapest, 1977–1982. (Nincs benne szó a barlangról.)